# جمعه (ایذه)
جمعه یک روستا در ایران است که در دهستان پیان واقع شده‌است. جمعه ۲۹ نفر جمعیت دارد.